# Joan I d'Angulema
Joan d'Orleans o Joan I d'Angulema nascut el 1400, mort el 30 d'abril de 1467 a Cougnat, comte d'Angulema i de Périgord sota el nom de Joan I, comte de Beaumont, de Luxemburg, de Porcien i de Soissons, par de França, fill de Lluís I d'Orleans, Duc d'Orleans, de Valois, comte de Blois, i de nombrós altres llocs, i de Valentina Visconti, hereva presumpta del ducat de Milà. Era net del rei Carles V de França i a més:
- el germà del cèlebre poeta Carles I d'Orleans (1394-1465)
- l'oncle del rei Lluís XII de França i
- l'avi del rei Francesc I de França.

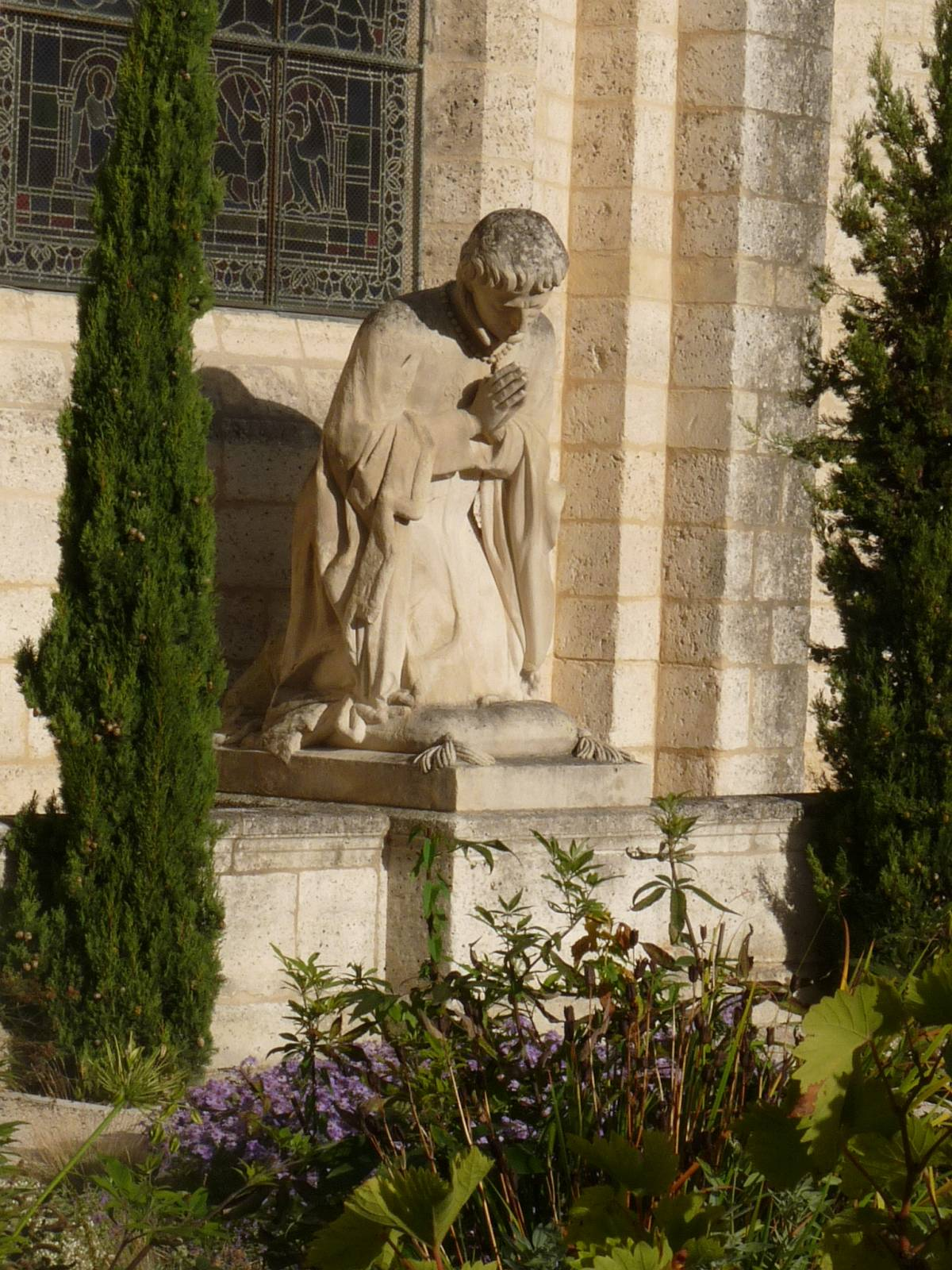
L'estàtua del comte Joan a Angulema

Joan d'Orléans, fill de Lluís I d'Orleans, va rebre del seu pare el 1400 (al néixer) el títol de comte de Pèrigord, però a la mort del pare (1407) el títol va passar al germà de Joan, Carles I d'Orleans; pocs anys després Joan va ser lliurat com a ostatge als anglesos el 1412, i no va ser alliberat fins al 1444. Va combatre llavors sota els ordres del seu germanastre Joan d'Orleans comte de Dunois a Guiena el 1451 i va contribuir a expulsar-ne als anglesos.
Es va casar el 31 d'agost de 1449 amb Margarida de Rohan, filla d'Alan IX de Rohan, vescomte de Rohan, i de Margarida de Bretanya, senyora de Guillac, i va tenir:
- Lluís (1455-1458)
- Carles d'Orleans (1459-1496), comte d'Angulema, pare del rei Francesc I de França
- Joana (1462-1520), casada amb Carles Francesc de Coetivy, comte de Taillebourg, fill d'Olivier de Coetivy i de Maria de Valois.

Va tenir igualment un fill il·legítim, Joan de Valois, bastard d'Angulema, que va legitimar el 1458 al morir el fill Lluís.
Joan d'Orleans, el Bo, comte Joan I d'Angulema, descansa a la catedral de Saint-Pierre d'Angoulême amb la seva esposa i el seu fill Carles d'Orleans. Les seves despulles van ser trobades a la catedral d'Angulema el 2011. La seva estàtua realitzada el 1876 per Gustave-Louis Gaudran adorna la plaça Girard II a la capçalera de la catedral.